# Hemmanaghatta, Chitradurga
Hemmanaghatta là một làng thuộc tehsil Chitradurga, huyện Chitradurga, bang Karnataka, Ấn Độ.